# Naczęmir
Naczęmir, Naczęmiar, Naczęmier – staropolskie imię męskie, złożone z członów Naczę- ("zacząc") i -mir ("pokój, spokój, dobro"). Być może oznaczało "tego, który zapoczątkowuje pokój".
Naczęmir imieniny obchodzi 9 grudnia.